# Herb Wschowy
Herb Wschowy – jeden z symboli miasta Wschowa i gminy Wschowa w postaci herbu.

## Wygląd i symbolika
Herb przedstawia srebrny krzyż jagielloński w błękitnym polu oraz dwa srebrne pierścienie położone między ramionami krzyża.

## Historia

Herb Wschowy do 1997

W XIII wieku herb miasta przedstawiał Madonnę z Dzieciątkiem na tronie, natomiast w czasach Kazimierza Wielkiego ukazywał koronację Madonny. Władysław Jagiełło dodał pod sceną koronacji tarczę z krzyżem jagiellońskim. Ta wersja herbu została w użyciu przez następne czterysta lat. Wiek XVIII zredukował elementy herbu do samej tarczy ze wschowskim krzyżem. W XIX wieku herb Wschowy przedstawiał orła pruskiego z monogramem FR na piersiach, który trzymał w jednym szponie berło, a w drugiej tarczę ze wschowskim krzyżem. Pod koniec XIX wieku powrócono do średniowiecznych wyobrażeń herbu ze sceną koronacji Madonny i tarczą herbową.
28 lutego 1997 Rada Miasta i Gminy Wschowa podjęła uchwałę o zmianie barwy pola tarczy herbu miasta. Powołując się na najnowsze badania naukowe Marka Adamczewskiego zmieniono ją z czerwonej na błękitną.